# Dromicodryas
Dromicodryas — рід змій родини Pseudoxyrhophiidae. Представники цього роду є ендеміками Мадагаскару.

## Види
Рід Dromicodryas нараховує 2 види:
- Dromicodryas bernieri (A.M.C. Duméril, Bibron & A.H.A. Duméril, 1854)
- Dromicodryas quadrilineatus (A.M.C. Duméril, Bibron & A.H.A. Duméril, 1854)

## Етимологія
Наукова назва роду Dromicodryas походить від сполучення слів дав.-гр. δρομικος — швидкий і δρυς — дерево, дуб. 